# Digitaria xanthotricha
Digitaria xanthotricha är en gräsart som först beskrevs av Eduard Hackel, och fick sitt nu gällande namn av Otto Stapf. Digitaria xanthotricha ingår i släktet fingerhirser, och familjen gräs. Inga underarter finns listade i Catalogue of Life.